# Estação Vila Militar
Vila Militar é uma estação de trem da Zona Oeste do Rio de Janeiro.

## História

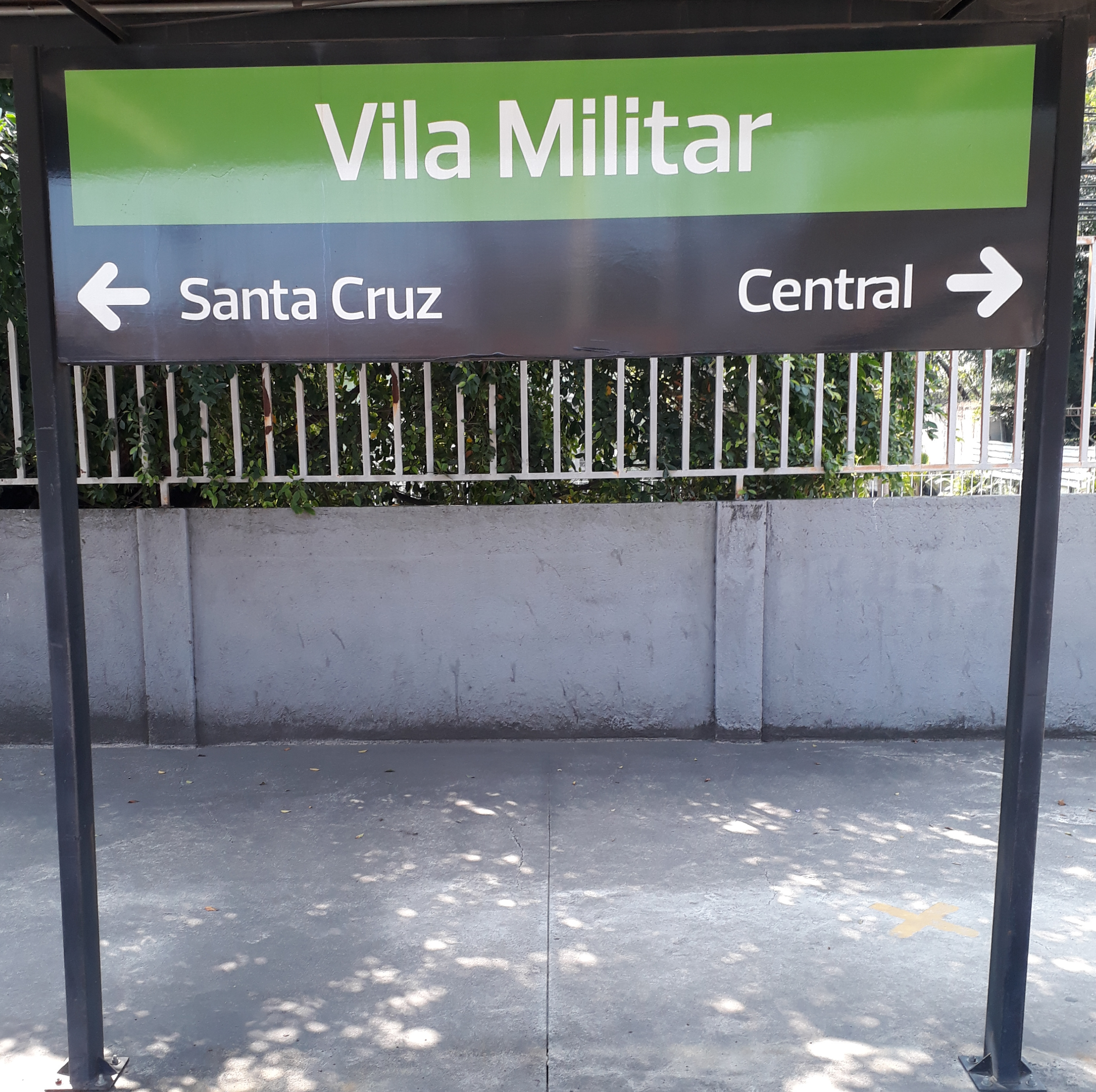
Placa Vila Militar

A estação de Vila Militar foi inaugurada em 1910. Seu nome é em razão da proximidade das "amplas, modernas e confortáveis construções para aquartelamento de tropas da guarnição militar do Rio de Janeiro, destacando-se, entre elas, o edifício da Escola de Aperfeiçoamento, à esquerda e o Casino, à direita". Manteve-se como uma estação de trem metropolitano, hoje operado pela Supervia, incluindo seu belo prédio construído em 1913.

## Plataformas
Plataforma 1A: Não é utilizada 

Plataforma 1B: Sentidos Santa Cruz, Campo Grande e Bangu 

Plataforma 2C: Sentido Central do Brasil

## Fonte
- Max Vasconcellos: Vias Brasileiras de Comunicação, 1928;